# موری ریسکند
موری ریسکند (انگلیسی: Morrie Ryskind؛ ۲۰ اکتبر ۱۸۹۵ – ۲۴ اوت ۱۹۸۵) فیلم‌نامه‌نویس اهل ایالات متحده آمریکا بود.
از فیلم‌هایی که وی در آن‌ها نقش داشته است، می‌توان به زن دنیادیده اشاره نمود.